# Плешаков, Александр Владимирович
Александр Владимирович Плешаков (9 ноября 1951) — советский футболист, полузащитник, советский и российский футбольный тренер. Мастер спорта СССР, отличник физической культуры и спорта.

## Биография
Воспитанник чеченского футбола, играл на детско-юношеском уровне за «Терек».
С 1970 года выступал за ростовский СКА. Дебютный матч в высшей лиге сыграл 17 августа 1970 года против московского «Торпедо», заменив на 61-й минуте Николая Иванова. Первый гол в высшей лиге забил 28 июня 1972 года в ворота львовских «Карпат». Всего за ростовский СКА в высшей лиге (1970—1973, 1975) сыграл 60 матчей и забил 2 гола, а с учётом первой лиги — 134 матча и 5 голов. Завершил карьеру в командах мастеров в 26 лет из-за травмы.
Позже выступал за команду Группы советских войск в Германии и играл за клубы второго дивизиона ГДР.
В 1986 году работал в тренерском штабе ростовского СКА. В конце 1980-х годов работал тренером на Островах Зелёного мыса (Кабо-Верде). В 1992 году вернулся в Россию и несколько лет работал в системе ростовского СКА, в том числе в 1993 году — главным тренером. Затем на протяжении многих лет тренирует детские команды в Ростове-на-Дону (в том числе в СФК «Квадро» и в ДЮСШ-6).